# Komorów (powiat tomaszowski)
Komorów – wieś w Polsce położona w województwie łódzkim, w powiecie tomaszowskim, w gminie Tomaszów Mazowiecki.
Jednym z ciekawszych obiektów w Komorowie jest kapliczka zbudowana w czasie zaborów 1897, a została odnowiona w 2005 roku w ostatnim roku pontyfikatu Jana Pawła II.
Przez miejscowość przepływa rzeka Piasecznica, lewobrzeżny dopływ Czarnej.
Podczas II wojny światowej, Niemcy utworzyli obóz pracy przymusowej dla Polaków i Żydów w miejscowym tartaku.
W latach 1975–1998 miejscowość należała administracyjnie do województwa piotrkowskiego.